# Майкон Соуза
Майкон Соуза (порт. Maicon Souza, нар. 14 вересня 1985, Ріо-де-Жанейро) — бразильський футболіст, півзахисник клубу «Греміо».

## Клубна кар'єра
Народився 14 вересня 1985 року в місті Ріо-де-Жанейро. Вихованець футбольної школи клубу «Мадурейра», в основному складі якої дебютував у 2003 році.
Незабаром гравець відправився в оренду в «Флуміненсе», за який зіграв у різних турнірах 25 матчів і забив один гол. У 2005 і 2006 роках також віддавався в оренду — в «Бангу» і «Ботафогу» відповідно.
З 2007 по 2009 рік виступав за німецький «Дуйсбург». Останній рік контракту з цим клубом відіграв на правах оренди на батьківщині за «Фігейренсе». Після цього в 2011 році виступав за команду з Флоріанополіса вже маючи повноцінний контракт.
2012 року уклав контракт з клубом «Сан-Паулу», у складі якого провів наступні три роки своєї кар'єри гравця, де був одним з ключових гравців, діючи в середині поля у зв'язці з Гансо. З «триколірними» завоював Південноамериканський кубок у 2012 році, а в 2014 році зайняв друге місце в бразильській Серії A. Більшість часу, проведеного у складі «Сан-Паулу», був основним гравцем команди.
У 2015 році перейшов в «Греміо» за 7 млн реалів, причому спочатку, до кінця року, виступав за «мушкетерів» на правах оренди. Майкон став одним з лідерів «Греміо» і в результаті отримав капітанську пов'язку. У 2016 році допоміг своїй команді завоювати Кубок Бразилії. У першій половині 2017 року гравця часто переслідували травми (хронічний тендиніт ахіллового сухожилля), через що пропустив частину розіграшу Кубка Лібертадорес, який «Греміо» виграв 29 листопада, обігравши у фіналі аргентинський «Ланус». Майкон зіграв у кубку тільки в двох матчах з десяти, на його позиції успішно виступав Мішел, а капітаном команди майже у всьому розіграші був Педро Жеромел. Станом на 13 грудня 2017 відіграв за команду з Порту-Алегрі 54 матчі в національному чемпіонаті.

## Статистика виступів

### Статистика клубних виступів
| Сезон                  | Команда                | Чемпіонат              | Чемпіонат | Чемпіонат | Національний кубок | Національний кубок | Національний кубок | Континентальні кубки | Континентальні кубки | Континентальні кубки | Інші змагання | Інші змагання | Інші змагання | Усього | Усього |
| Сезон                  | Команда                | Ліга                   | Ігор      | Голів     | Ліга               | Ігор               | Голів              | Ліга                 | Ігор                 | Голів                | Ліга          | Ігор          | Голів         | Ігор   | Голів  |
| ---------------------- | ---------------------- | ---------------------- | --------- | --------- | ------------------ | ------------------ | ------------------ | -------------------- | -------------------- | -------------------- | ------------- | ------------- | ------------- | ------ | ------ |
| 2007–08                | «Дуйсбург»             | БЛ                     | 20        | 1         | КН                 | 1                  | 0                  |                      | -                    | -                    |               | -             | -             | 21     | 1      |
| 2008–09                | «Дуйсбург»             | 2БЛ                    | 8         | 2         | КН                 | 0                  | 0                  |                      | -                    | -                    |               | -             | -             | 8      | 2      |
| Усього за «Дуйсбург»   | Усього за «Дуйсбург»   | Усього за «Дуйсбург»   | 28        | 3         |                    | 1                  | 0                  |                      | -                    | -                    |               | -             | -             | 29     | 3      |
| 2009                   | «Фігейренсе»           | B                      | 12        | 1         |                    | -                  | -                  |                      | -                    | -                    |               | -             | -             | 12     | 1      |
| 2010                   | «Фігейренсе»           | B                      | 33        | 5         |                    | -                  | -                  |                      | -                    | -                    |               | -             | -             | 33     | 5      |
| 2011                   | «Фігейренсе»           | ЛК+A                   | 15+29     | 3+1       |                    | -                  | -                  |                      | -                    | -                    |               | -             | -             | 44     | 4      |
| Усього за «Фігейренсе» | Усього за «Фігейренсе» | Усього за «Фігейренсе» | 89        | 10        |                    | -                  | -                  |                      | -                    | -                    |               | -             | -             | 89     | 10     |
| 2012                   | «Сан-Паулу»            | ЛП+A                   | 14+32     | 0+5       | КБ                 | 8                  | 1                  | ПаК                  | 5                    | 1                    |               | -             | -             | 59     | 7      |
| 2013                   | «Сан-Паулу»            | ЛП+A                   | 11+26     | 1+0       |                    | -                  | -                  | КЛ+ПаК               | 5+6                  | 0                    | КбС+РПА       | 1+1           | 0             | 50     | 1      |
| 2014                   | «Сан-Паулу»            | ЛП+A                   | 16+19     | 0+1       | КБ                 | 6                  | 0                  | ПаК+КЛ               | 4+1                  | 0                    |               | -             | -             | 46     | 1      |
| Усього за «Сан-Паулу»  | Усього за «Сан-Паулу»  | Усього за «Сан-Паулу»  | 77        | 6         |                    | 14                 | 1                  |                      | 21                   | 1                    |               | 2             | 0             | 114    | 8      |
| 2015                   | «Греміо»               | ЛГ+A                   | 0+4       | 0         | КБ                 | 2                  | 0                  |                      | -                    | -                    |               | -             | -             | 6      | 0      |
| 2016                   | «Греміо»               | ЛГ+A                   | 2+9       | 0         | КБ                 | 2                  | 0                  | КЛ                   | 0                    | 0                    | -             | -             | -             | 14     | 0      |
| 2017                   | «Греміо»               | ЛГ+A                   | 7+15      | 0+2       | КБ                 | 1                  | 0                  | КЛ                   | 5                    | 0                    | -             | -             | -             | 28     | 2      |
| Усього за «Греміо»     | Усього за «Греміо»     | Усього за «Греміо»     | 52        | 1         |                    | 13                 | 0                  |                      | 9                    | 1                    |               | -             | -             | 74     | 2      |
| Усього за кар'єру      | Усього за кар'єру      | Усього за кар'єру      | 318       | 21        |                    | 28                 | 1                  |                      | 30                   | 2                    |               | 2             | 0             | 378    | 24     |

## Титули і досягнення
- Чемпіон штату Ріо-де-Жанейро (1):

«Флуміненсе»: 2005
- Володар Південноамериканського кубка (1):

«Сан-Паулу»: 2012
- Чемпіон Кубка Бразилії (1):

«Греміо»: 2016
- Володар Кубка Лібертадорес (1):

«Греміо»: 2017
- Переможець Рекопи Південної Америки (1):

«Греміо»: 2018